# Stazione di Torino Lingotto
La stazione di Torino Lingotto è la terza stazione ferroviaria torinese per afflusso. È situata nella parte sud, lungo la linea ferroviaria comune alle tratte Torino-Savona, Torino-Torre Pellice, Torino-Genova e si trova nel quartiere Lingotto, nei pressi dello storico stabilimento FIAT del Lingotto; dispone di un ampio piazzale per deposito e varie operazioni.

## Storia
Il primo scalo ferroviario della zona Lingotto fu un piccolo edificio, posto più a sud rispetto all'attuale stazione, eretto lungo l'appena costruita linea Torino-Genova, all'inizio del XX secolo. Si trattava di un modesto fabbricato viaggiatori, in uno stile che ricorda quello delle stazioni alpine, in funzione di fermata ferroviaria per gli operai della nascente industria del Lingotto. Il fabbricato iniziale fu edificato nel 1910, fungeva anche da scalo merci e deposito per la successiva ex-dogana e mercati generali di via Giordano Bruno.
Durante la seconda guerra mondiale l'edificio fu bombardato il 4 giugno 1944 e successivamente parzialmente ricostruito.
Verso la fine degli anni cinquanta per la piccola stazione ferroviaria vi fu un primo ampliamento, mentre negli anni settanta un secondo ampliamento fu deciso in funzione dell'aumento del numero dei treni che vi transitavano quotidianamente (da 240 a 270 nel giro di pochi anni), quando fu anche quadruplicato il binario della linea fino alle stazioni di Moncalieri e Trofarello, sempre sulla direttrice Torino-Genova.
Il vecchio edificio fu demolito nel 1980 e l'impianto fu ricostruito e ampliato e la nuova struttura fu inaugurata il 20 febbraio 1984. Per la realizzazione fu scelta l'architettura razionalista, quindi fu dipinto di colore ocra.
A partire dalle Olimpiadi invernali di Torino, la stazione è stata inserita in un più vasto contesto di nuove opere della città non distanti da essa, come la passerella pedonale dell'Arco olimpico di Torino, l'Oval Lingotto, il grattacielo della Regione Piemonte e il centro commerciale Lingotto.

## Strutture e impianti
La stazione dispone di 13 binari, dei quali 9 passanti e 4 tronchi.
 Inoltre, a fianco, possiede una quantità di binari ed ingloba il Deposito locomotive di Torino Smistamento, è usata come deposito di locomotive speciali, per assemblaggio convogli e per manutenzioni delle carrozze.

## Movimento
La stazione è servita dai treni del Servizio ferroviario metropolitano di Torino, linee SFM 1, 2, 4, 6, 7 e dai treni regionali, regionali veloci ed InterCity per Genova, Savona, Milano, Ventimiglia e Cuneo. Inoltre è prevista la fermata di una coppia di Frecciabianca Torino-Roma, via Genova-Pisa-Civitavecchia.

## Servizi
La stazione dispone di:
- Biglietteria a sportello
- Biglietteria automatica
- Sala d'attesa
- Servizi igienici
- Caffetteria

## Interscambi
La stazione è servita dalle linee di bus 14, 18, 41, 63, 63/, 74 ed è collegata alla linea 1 della metropolitana torinese tramite un passaggio ciclopedonale; è inoltre capolinea di diverse linee speciali per gli stabilimenti Fiat Mirafiori e di linee extraurbane per la città metropolitana.
- Fermata bus GTT
- Stazione taxi
- Stazione metropolitana (Italia 61)